# Национално училище за фолклорни изкуства „Филип Кутев“
Национално училище за фолклорни изкуства „Филип Кутев“ (съкратено: НУФИ „Филип Кутев“) е средно професионално музикално училище в Котел. Основано е през 1967 г. От 1999 г. директор на училището е Мария Градешлиева.

## История
Училището е основано на 2 октомври 1967 година, изглежда с активното участие на комунистическия функционер Георги Йорданов, и става първото специализирано училище за българска народна музика. Сред първите преподаватели са известни изпълнители, като Кръстьо Великов, Минчо Недялков, Гено Василев, Христо Генов, Стоян Чобанов, Александър Касиянов, Тодор Халиев, Иван Кремов, Господин Колев, Вълкана Стоянова, Валентина Деспотова, Йордан Гемеджиев. През 1983 година е именувано на композитора Филип Кутев – Средно музикално училище „Филип Кутев“.
През 2004 година училището е преименувано на Национално училище за фолклорни изкуства „Филип Кутев“.

## Обучение
Обучението в училището е с продължителност пет години – от VIII до XII клас. Преподават се общообразователни предмети, музикалнотеоретични предмети и специалности – гайда, гъдулка, кавал, тамбура, фолклорни песни и танци, направа на народни инструменти. Към училището са сформирани вокални, инструментални, танцови и вокално-инструментални оркестри и ансамбли.

## Директори на училището
- Владимир Владимиров (1967 – 1972)
- Георги Бояджиев (1972 – 1977)
- Стоян Чобанов (1977 – 1982)
- Георги Пенев (1982 – 1992)
- Ташо Барулов (1992 – 1995)
- Степан Червенков (1995 – 1999)
- Мария Градешлиева (от 1999)[3]

## Възпитаници
- Теодосий Спасов, музикант
- Димитър Лавчев, музикант
- Румяна, певица (1965 – 1999)
- Бинка Добрева, певица
- Анелия, певица
- Джена, певица
- Елица Тодорова, певица
- Живка Папанчева, певица
- Иво Моллов (Гугутката) Певец-Клавишни инструменти
- Ваня Вълкова, Певица

## Материална база
Училището разполага с модерна, широка и удобна материална база за обучение и живеене – 11 двуетажни и триетажни блока, които съставят комплекс, в който са разположени:
- Танцови зали;
- Концертна зала с капацитет 200 места;
- Учебни кабинети с пиана;
- Библиотека;
- Лютиерска работилница;
- Фонотека;
- Училищен стол и хотел за гости и туристи;
- Общежитие.